# Pink Flamingos
Pink Flamingos  es una película estadounidense de 1972 del género de comedia negra y explotación, escrita, producida, filmada, editada y dirigida por John Waters. Su estreno causó una enorme controversia por la amplia gama de actos perversos mostrados en planos explícitos. Consagró a la extravagante drag queen Divine como estrella underground. La película está coprotagonizada por David Lochary, Mary Vivian Pearce, Mink Stole, Danny Mills, Cookie Mueller y Edith Massey.
Desde su lanzamiento ha tenido fervientes seguidores de culto, y se considera una de las películas más emblemáticas de Waters. En 2021, fue considerada «cultural, histórica y estéticamente significativa» por la Biblioteca del Congreso de Estados Unidos y seleccionada para su preservación en el National Film Registry.

## Argumento
Divine vive bajo el pseudónimo "Babs Johnson" con su madre Edie (Edith Massey), a la que le gustan los huevos de forma compulsiva, su hijo delincuente Crackers (Danny Mills), y Cotton (Mary Vivian Pearce), su compañera sentimental, que es fundamentalmente voyeurista.
Todos estos personajes viven juntos en una caravana -en cuyo "hall" de entrada hay dos flamencos rosa de plástico, que dan lugar al título de la película- en la calle Philpot de Phoenix, un barrio de las afueras de Baltimore.
Divine está considerada como la "persona más inmunda del mundo". Por esta razón el matrimonio Marble, una pareja heterosexual que vende heroína en los colegios y secuestra mujeres para violarlas y entregar sus bebés en adopción a parejas de lesbianas, tiene envidia de su título, y hará todo lo posible por quitárselo.
La última escena del filme es una de las más polémicas del cine de John Waters: un pequeño perro defeca en la calle y Divine recoge el excremento del suelo y lo ingiere. Este plano es real: está rodado sin cortes, por lo cual no hay trucaje posible.

## Reparto
- Divine como Divine / Babs Johnson.
- David Lochary como Raymond Marble.
- Mary Vivian Pearce como Cotton Johnson.
- Mink Stole como Connie Marble.
- Danny Mills como Crackers Johnson.
- Edith Massey como Edie Johnson.
- Channing Wilroy como Channing.
- Cookie Mueller como Cookie.
- Paul Swift como The Egg Man.
- Susan Walsh como Suzie.
- Linda Olgierson como Linda.
- Pat Moran como Patty Hitler.
- Steve Yeager como Nat Curzan.
- John Waters como Mr. J (voz)

## Banda sonora
En la película aparecen una serie de éxitos de finales de la década de 1950 y de principios de la de 1960. En 1997 se editó un CD con estos temas musicales con motivo del 25 aniversario del estreno.
1. "The Swag", Link Wray and His Ray Men.
2. "Intoxica", The Centurions.
3. "Jim Dandy", LaVern Baker.
4. "I'm Not a Juvenile Delinquent", Frankie Lymon & The Teenagers.
5. "The Girl Can't Help It", Little Richard.
6. "Ooh! Look-a-There, Ain't She Pretty?", Bill Haley & His Comets.
7. "Chicken Grabber", The Nighthawks.
8. "Happy, Happy Birthday Baby", The Tune Weavers.
9. "Pink Champagne", The Tyrones.
10. "Surfin' Bird", The Trashmen.
11. "Riot in Cell Block #9", The Robins.
12. "(How Much is) That Doggie in the Window", Patti Page.

La canción "Happy, Happy Birthday Baby" se usó en la reedición de 1997 para sustituir "16 Candles", que aparecía en el montaje original de 1972, debido a problemas con los derechos de autor. En la versión original de Pink Flamingos también aparecía un breve fragmento de La consagración de la primavera, de Igor Stravinsky, que se eliminó de la versión del reestreno.[cita requerida]

## En la cultura popular
El director de esta película, John Waters, apareció como artista invitado en la serie animada Los Simpson, concretamente interpretando el personaje de John (Javier en Latinoamérica), el vendedor de artículos vintage en el episodio "Homer's Phobia". En la primera aparición de John, tras él aparecen dos flamencos rosas, en clara referencia a este filme y a su director.